# Канцелярия президента Чехии
Канцелярия президента Чехии (официально Канцелярия президента республики, КПР, чеш. Kancelář prezidenta republiky) — орган государственной власти, обеспечивающий осуществление полномочий, протокольных обязательств и иную деятельность, связанную с личностью Президента Чешской Республики и осуществлением президентской должности.
Основана в 1919 году в Чехословакии как Канцелярия президента Чехословакии, после распада страны в 1993 году, была трансформирована в Канцелярию президента Чехии. Находится в Пражском Граде и возглавляется руководителем (неофициально называемым канцлером), которым с февраля 2024 года является Милан Вашина.
Помимо Канцелярии Президента Республики, занимающейся гражданской сферой, существует также Военная канцелярия Президента Республики.

## История
Канцелярия была создана 19 декабря 1919 года на основании закона «č. 654/1919 Sb.». В те времена, канцелярия имела гражданское и военное ведомства, а функция руководителя называлась «Главой» (чеш. Přednosta). С момента основания канцелярии, при Томаше Гарриге Масарике, Эдварде Бенеше и в плоть до избрания во Второй Республике Эмиля Гахи, её главой был Пршемысл Шамал. Канцелярия президента также существовала во времена Протектората и во время коммунистического режима. Сфера деятельности канцелярии изменилась законом «№ 176/1968», вступившим в силу с 1 января 1969 года, с тех пор должность руководителя именовалась «Государственным секретарём президента республики» (чеш. Státní tajemník prezidenta republiky). Однако, уже через два года, новым законом «č. 12/1970», название должности изменилось на «Руководителя» (чеш. Vedoucího). 15 марта 1976 года к названию органа добивалось слово «Социалистической», а после Бархатной революции, 15 апреля 1991 года название сменилось на Канцелярия президента Чешской и Словацкой Федеративной Республики и продолжила свою работу до своей трансформации 7 апреля 1993 года.
Канцелярия президента Республики (КПР) была создана как юридическое лицо и бюджетная организация с отдельной главой в государственном бюджете Чешской Республики на основании закона «№ 114/1993 Sb.», который вступил в силу 8 апреля 1993 года. Этот закон также определил Военную канцелярию Президента Республики (ВКПР), ранее входившую в состав Канцелярии, как самостоятельную воинскую подразделение Армии Чешской Республики. С 1999 года ВКПР — подразделение вооружённых сил Чехии. В 2001 году КПР также стала официальным государственным органом власти.

## Структура
Канцелярия президента республики является органом государственной власти и бюджетной организацией с отдельной главой в государственном бюджете Чешской Республики. Сотрудники КПР имеют стандартные требования для работы и не подпадают под закон о государственной службе.
Канцелярия обеспечивает ведение деятельности, связанной с осуществлением установленных законом полномочий Президента Республики, протокольными обязанностями и общественной деятельностью Президента Республики. Также осуществляет управление недвижимым имуществом, в том числе территориями Пражского Града и Ланского замка, а также движимым имуществом, связанным с этой собственностью или деятельностью самой КПР. Для управления имуществом, канцелярия имеет право создавать некоммерческие организации. В 1993 году были созданы две такие организации: Администрация Пражского Града и Ланское лесное управление.
Канцелярия президента республики находится в Пражском Граде в помещениях Нового Королевского дворца. Его возглавляет руководитель канцелярии, неофициально называемый канцлером, которого назначает и увольняет президент.
В структуру канцелярии входит: Секретариат президента, Кабинет первой леди, Кабинет руководителя канцелярии, Отделение внутреннего аудита, Директор по культуре и программам, Директор по безопасности, Департамент внутренней политики, Департамент протокола, Департамент коммуникации, Департамент иностранных дел, Департамент законодательный, Юридический департамент, Департамент информационных технологий, Департамент безопасности, Департамент охраны памятников, Департамент делопроизводства и архивного обслуживания, Финансовый департамент, Департамент управления человеческими ресурсами. В состав Канцелярии входят два специализированных архива: Архив Канцелярии президента республики и Архив Пражского Града.

## Список руководителей канцелярии
| Имя                   | Даты                   | Даты                              | Страна                                                                                  | Президент                                                                              |
| Имя                   | от                     | до                                | Страна                                                                                  | Президент                                                                              |
| --------------------- | ---------------------- | --------------------------------- | --------------------------------------------------------------------------------------- | -------------------------------------------------------------------------------------- |
| Пршемысл Шамал        | 11 февраля 1919        | 30 ноября 1938                    | Чехословацкая Республика/ Чехо-Словацкая Республика                                     | Томаш Гарриг Масарик (1918—1935) Эдвард Бенеш (1935—1938) и.о Ян Сыровый (1938)        |
| Иржи Гавелка          | 1 декабря 1938         | 25 апреля 1941                    | Чехо-Словацкая Республика Протекторат Богемии и Моравии                                 | Эмиль Гаха (1938—1945)                                                                 |
| Август Адольф Попелка | 25 апреля 1941         | 8 мая 1945                        | Протекторат Богемии и Моравии                                                           | Эмиль Гаха (1938—1945)                                                                 |
| Яромир Смутны         | 1940 (в изгнании) 1945 | 1945 (в изгнании) 31 декабря 1948 | Правительство Чехословакии в изгнании Чехословацкая Республика/Чехословацкая Республика | Эдвард Бенеш (1940—1945 в изгнании; 1945—1948) Клемент Готвальд (1948—1953)            |
| Богумил Червичек      | 1 января 1948          | 30 сентября 1953                  | Чехословацкая Республика                                                                | Клемент Готвальд (1948—1953) Антонин Запотоцкий (1953—1957)                            |
| Ладислав Новак        | 1953                   | 27 октября 1968                   | Чехословацкая Социалистическая Республика                                               | Антонин Запотоцкий (1953—1957) Антонин Новотный (1957—1968) Людвик Свобода (1968—1975) |
| Ян Пудлак             | 28 октября 1968        | 4 октября 1976                    | Чехословацкая Социалистическая Республика                                               | Людвик Свобода (1968—1975) Густав Гусак (1975—1989)                                    |
| Йозеф Гаман           | 5 октября 1976         | 31 марта 1978                     | Чехословацкая Социалистическая Республика                                               | Густав Гусак (1975—1989)                                                               |
| Франтишек Шалда       | 1 апреля 1978          | 29 декабря 1989                   | Чехословацкая Социалистическая Республика                                               | Густав Гусак (1975—1989)                                                               |
| Йозеф Лжичарж         | 29 декабря 1989        | 29 июня 1990                      | Чехословацкая Социалистическая Республика/ Чешская и Словацкая Федеративная Республика  | Вацлав Гавел (1989—1992)                                                               |
| Карел Шварценберг     | 11 июля 1990           | 1 июля 1992                       | Чешская и Словацкая Федеративная Республика                                             | Вацлав Гавел (1989—1992)                                                               |
| Любош Добровский      | 1 августа 1992         | февраль 1996                      | Чешская и Словацкая Федеративная Республика Чешская Республика                          | Вацлав Гавел (1989—1992) и.о Ян Страский (1992) Вацлав Гавел (1993—2003)               |
| Иван Медек            | 1 марта 1996           | 31 декабря 1998                   | Чешская Республика                                                                      | Вацлав Гавел (1993—2003)                                                               |
| Иво Мате              | 1 января 1999          | 7 марта 2003                      | Чешская Республика                                                                      | Вацлав Гавел (1993—2003)                                                               |
| Иржи Вейгль           | 10 марта 2003          | март 2013                         | Чешская Республика                                                                      | Вацлав Клаус (2003—2013)                                                               |
| Вратислав Минарж      | 14 марта 2013          | 9 марта 2023                      | Чешская Республика                                                                      | Милош Земан (2003—2013)                                                                |
| Яна Вограликова       | 9 марта 2023           | 15 февраля 2024                   | Чешская Республика                                                                      | Петр Павел (с 2023)                                                                    |
| Милан Вашина          | 15 февраля 2024        | действующий                       | Чешская Республика                                                                      | Петр Павел (с 2023)                                                                    |